# Балка Чикалова
Балка Чикалова — балка (річка) в Україні у Знам'янському районі Кіровоградської області. Ліва притока річки Аджамки (басейн Дніпра).

## Опис
Довжина балки приблизно 3,84 км, найкоротша відстань між витоком і гирлом — 3,46 км, коефіцієнт звивистості річки — 1,11. Формується декількома загатами. На деяких ділянках балка пересихає.

## Розташування
Бере початок у селі Новороманівка. Тече переважно на південний захід і на північній стороні від села Павло-Миколаївка впадає в річку Аджамку, ліву притоку річки Інгулу.

## Цікаві факти
- У XX столітті на балці існували скотний двір, газгольдер та декілька газових свердловин[1].